# 옥정고등학교
옥정고등학교(玉井高等學校)는 대한민국 경기도 양주시 옥정동에 있는 공립 고등학교이다.

## 학교 연혁
- 2013년 8월 29일 : 옥정고등학교 설립인가(보통과 10학급)
- 2013년 10월 30일 : '옥정고등학교' 학교 신축 착공
- 2013년 12월 13일 : 옥정2고등학교 신축건물 준공
- 2015년 : '옥정고등학교' 교명 확정 (학교명선정위원회)
- 2015년 3월 1일 : 옥정고등학교 초대 오희수 교장 부임
- 2015년 3월 2일 : 옥정고등학교 제1회 입학 (352명 일반 10학급, 특수 1학급)
- 2015년 5월 8일 : 옥정고등학교 제1회 개교식
- 2023년 9월 1일 : 옥정고등학교 제3대 이종배 교장 취임
- 2024년 3월 4일 : 옥정고등학교 제10회 입학(325명)

## 참고 자료
- 옥정고등학교 - 한국교육학술정보원 학교알리미